# Andreas Johansson (futbolista nacido en 1982)
Karl Tommy Andreas Johansson (Halmstad, 10 de marzo de 1982) es un exfutbolista sueco que jugaba de defensa.

## Clubes
| Club           | País     | Año       |
| -------------- | -------- | --------- |
| Halmstads BK   | Suecia   | 2002-2009 |
| VfL Bochum     | Alemania | 2009-2011 |
| IFK Norrköping | Suecia   | 2012-2018 |
| Halmstads BK   | Suecia   | 2019-2024 |

## Palmarés

### Campeonatos nacionales
| Título      | Club           | País   | Año  |
| ----------- | -------------- | ------ | ---- |
| Allsvenskan | IFK Norrköping | Suecia | 2015 |